# Охманув
Охманув (пол. Ochmanów) — село в Польщі, у гміні Неполомиці Велицького повіту Малопольського воєводства.
Населення — 594 особи (2011).

## Демографія
Демографічна структура станом на 31 березня 2011 року:
|          | Загалом | Допрацездатний вік | Працездатний вік | Постпрацездатний вік |
| -------- | ------- | ------------------ | ---------------- | -------------------- |
| Чоловіки | 294     | 72                 | 202              | 20                   |
| Жінки    | 300     | 56                 | 183              | 61                   |
| Разом    | 594     | 128                | 385              | 81                   |